# Bandiera di combattimento
Bandiera di combattimento (The Eternal Sea) è un film del 1955 diretto da John H. Auer.
È un film di guerra statunitense ambientato durante la seconda guerra mondiale e la guerra di Corea, con Sterling Hayden (che interpreta l'ammiraglio ed eroe statunitense realmente esistito John Madison Hoskins), Alexis Smith, Ben Cooper, Dean Jagger, Virginia Grey e Hayden Rorke.

## Trama
Nel 1942, il Capitano John Madison Hoskins, appena promosso, ritorna a casa per una breve licenza dopo due anni in mare, desideroso di riabbracciare la moglie Sue e i figli. Tuttavia, mentre è pronto a prendere il comando della portaerei USS Hornet, riceve la tragica notizia che la nave è stata affondata durante la battaglia delle Isole Santa Cruz. Relegato a un ruolo di istruttore presso Quonset Point, Rhode Island, Hoskins si ritrova lontano dal fronte che tanto desidera raggiungere. Due anni dopo, viene assegnato alla USS Princeton, ma durante la Battaglia del Golfo di Leyte, la nave subisce danni irreparabili e Hoskins è gravemente ferito. A seguito dell'amputazione di un piede, è costretto a una lunga riabilitazione. Sebbene tutti, inclusa sua moglie, lo esortino a ritirarsi, Hoskins si rifiuta di abbandonare il suo sogno di comandare una nave. Con grande determinazione, ottiene il comando della nuova USS Princeton e si dedica a rivoluzionare l'uso degli aerei a reazione sulle portaerei. Anche dopo la guerra, Hoskins continua a spingersi oltre i limiti, diventando un pioniere nell'integrazione dei veterani disabili nella società e ispirando altri con la sua instancabile volontà. Il film racconta il percorso straordinario di un uomo che, nonostante le avversità, si rifiuta di abbandonare il mare e la sua vocazione.

## Produzione
Il film, diretto da John H. Auer su una sceneggiatura di Allen Rivkin e un soggetto di William Wister Haines, fu prodotto dallo stesso Auer, come produttore associato, per la Republic Pictures e girato nei Republic Studios a Hollywood, Los Angeles, California, dal 7 ottobre a fine ottobre 1954. Il titolo di lavorazione fu The Admiral Hoskins Story.

## Distribuzione
Il film fu distribuito con il titolo The Eternal Sea negli Stati Uniti dal 5 maggio 1955 (première a Providence il 20 aprile) al cinema dalla Republic Pictures.
Altre distribuzioni:
- in Giappone il 29 maggio 1955
- in Svezia il 19 settembre 1955 (Havet är mitt öde)
- in Finlandia il 24 febbraio 1956 (Meri on kohtaloni)
- in Belgio il 6 aprile 1956 (De eeuwige zee) (Pavillon de combat)
- in Danimarca l'11 aprile 1956 (Jetfly F-84)
- in Francia l'11 maggio 1956 (Pavillon de combat)
- in Germania Ovest il 18 maggio 1956 (Unternehmen Pelikan)
- in Portogallo il 6 giugno 1956 (O Gigante dos Mares)
- in Austria nel marzo del 1957 (Unternehmen Pelikan)
- in Brasile (Gigante dos Mares)
- in Spagna (Mar eterno)
- in Grecia (Tha exormisoume tin avgi)
- in Italia (Bandiera di combattimento)
- nei Paesi Bassi (Alarm in de Pacific)

## Critica
Secondo il Morandini è un "modesto film di propaganda militare".